# T-FACE
T-FACE（ティーフェイス）は、愛知県豊田市若宮町1丁目および西町6丁目（豊田市駅前）にある複合商業施設。
豊田まちづくり株式会社が管理運営を行っている。豊田市駅西口市街地再開発事業によって建設された「豊田市駅西口市街地再開発ビル」である。

## 沿革

### 開業とそごうの経営破綻・閉店
1988年（昭和63年）10月8日、豊田市駅西口市街地再開発ビルが開業。同ビルは、鉄筋鉄骨コンクリート造の地下1階地上9階・塔屋2階建のA館と、地下1階地上11階・塔屋1階建てのB館で構成され、核店舗としてそごう初の東海地方の店舗で、トヨタ自動車などの協力で設立された株式会社豊田そごうが運営する百貨店、豊田そごうがA館1階 - 9階とB館4階 - 11階に出店。残りのB館1階 - 3階がT-FACEとされ、両館には名古屋鉄道豊田市駅と愛知環状鉄道新豊田駅を結ぶペデストリアンデッキによって結ばれた。なお、当初の計画では1987年（昭和62年）春に開店予定であった。
開業した時期は昭和天皇の容態悪化による全国的な自粛ムードの最中であり、華美なオープンセレモニーは行わず、ロゴマークも通常の赤ではなく緑に変更され、広告でも「豊田そごうオープン」ではなく「豊田そごう営業開始」と表現した。当時そごう各店の名物だったからくり時計「イッツ・ア・スモールワールド時計」も後から設置された。
1997年（平成9年）3月30日、13億円を投じ全面改装。豊田そごうはB館から撤退し、B館は全館がT-FACE専門館となった。
改装から僅か3年後の2000年（平成13年）、そごうグループの経営破綻により豊田そごうが閉店。同店の運営会社である株式会社豊田そごうはグループ会社への貸付引当金や債務保証の結果として12億円の赤字があり、最終的に東京地裁により破産宣告された。その一方で、豊田そごう単体では約3億円の黒字であったという指摘もある。

### 松坂屋の出店と閉店
豊田そごうの清算に伴って、建物を共有する第三セクター「豊田都市開発」や契約駐車場の事業者が破綻することを避けるために、豊田市が別の第三セクター「とよた商人」に公的資金48億円を貸し付け、とよた商人が豊田そごうの土地と建物の持分権や債券を取得した。
そごう閉店の発表後、豊田市が地元資本の松坂屋や名鉄百貨店などと出店を交渉した結果、最終的に松坂屋が出店を決め、2001年10月に新たな核店舗松坂屋豊田店が開店した。松坂屋はA館1階 - 6階に入居し、売場面積は豊田そごうに対して約3割減の約18,000 m2とした。しかし、当初見込みの年商200億を大きく下回り、赤字経営が続いていた。2007年（平成19年）2月期決算では同店と静岡店のみが増収したが、それでも同決算で売上高は100億円と見込み半分の売り上げであり、当時存在した松坂屋8店舗の中で2番目に低い売り上げだった。同年に松坂屋が大丸と経営統合したことを機に、名古屋店の分店として経営合理化を図り、黒字経営に転換。
2020年（令和2年）4月2日、J.フロント リテイリングは、周辺にショッピングモールが次々と開業したことにより競争が激化し、収益が悪化しているという理由で、開業からちょうど20周年を迎える2021年（令和3年）9月30日に閉店することを発表した。結果として、この建物はそごうに続き百貨店として2回目の閉店を経験することとなった。この時期は三河地域の百貨店の閉店が相次ぎ、豊橋市のほの国百貨店（旧・豊橋丸栄）が2020年（令和2年）3月15日に、岡崎市の西武岡崎店（イオンモール岡崎内）が同年8月31日にそれぞれ閉店し、当店の閉店で三河地域から百貨店が消滅した。

### 全館T-FACE化
松坂屋の閉店後、同店が出店していたA館1階から6階も「T-FACE」へと統合の上全面改装が行われ、2022年（令和4年）3月23日に成城石井などが出店の上プレオープンし、同年3月25日にグランドオープンした。遅れて1ヶ月後、同年4月22日には名古屋三越豊田店が開店。

### 年表
- 1986年（昭和61年）8月28日 - トヨタ自動車の協力の下、株式会社豊田そごうを設立。
- 1988年（昭和63年）
  - 10月6日 - 豊田市駅西口市街地再開発ビルが竣工。
  - 10月8日 - 豊田そごう（A館1階 - 9階、B館4階 - 11階）とT-FACE（B館1階 - 3階）が開業。
- 1997年（平成9年）3月30日 - 豊田そごうの縮小により、B館全館がT-FACE専門館となる。
- 2000年（平成12年）
  - 7月12日 - 株式会社そごうと豊田そごうを含む店舗運営会社（そごうグループ）22社が東京地裁へ民事再生法の適用を申請。
  - 12月25日 - 豊田そごうが閉店。
- 2001年（平成13年）
  - 1月31日 - 株式会社豊田そごうが、職員300人を全員解雇。
  - 3月12日 - 東京地裁が豊田そごうの民事再生手続廃止を決定。
  - 4月18日 - 東京地裁により豊田そごうの破産が宣告される。
  - 10月25日 - 株式会社松坂屋により松坂屋がそごう跡地のうち1階 - 6階にて開店。残った7階 - 9階もT-FACEとなる。
- 2010年（平成22年）3月1日 - 株式会社松坂屋が株式会社大丸と合併し、株式会社大丸松坂屋百貨店となる。
- 2021年（令和3年）9月30日 - 松坂屋が閉店。
- 2022年（令和4年）
  - 3月23日 - 松坂屋跡地をすべてT-FACEに改装し、プレオープン[12]。
  - 3月25日 - 改めてグランドオープン[12]。
  - 4月22日 - 名古屋三越豊田店が開店[12][14]

## 店舗・特徴
出店全店舗一覧は公式サイト「ショップガイド」を参照。
2023年（令和5年）現在はA館B館共に全てのエリア、平屋のシティプラザ（サイゼリヤ）で構成されている。
特徴として、ペデストリアンデッキのある2階がメインの入口となっていること、売り場は全て地上にあるということである。その為デパ地下にあたる食品売り場がA館1階にある他、松坂屋時代は化粧品売場などが2階にあった。

### ATM
- 愛知銀行豊田支店
- 三菱UFJ銀行
- 豊田信用金庫
- JAあいち豊田

- 豊田市駅東口から撮影（2005年6月）。左手のビルがA館、右手の最上階が円形の建物がB館。
- ペデストリアンデッキ上、新豊田駅側から撮影（2018年11月）。右手のA館と左手のB館が空中廊下により繋がっている。
- とよた子育て総合支援センター あいあい（A館9階）

## 交通アクセス

### 公共交通機関
- 名鉄豊田線 / 名鉄三河線 豊田市駅下車、徒歩で約1分。
- 愛知環状鉄道線 新豊田駅下車、徒歩で約1分。

### 自家用車
- 名古屋方面から国道153号、国道155号経由で約55分。
- 岡崎方面から国道248号経由で約40分。

T-FACEを含む豊田市中心市街地の加盟店を利用などした場合、加盟駐車場の駐車料金が3時間まで無料となるサービスを、豊田まちづくり株式会社が提供している。

## 関連人物
- 酒井一郎 - 1972年にそごうへ入社[2][16]。1987年から豊田そごうに出向し、1996年に豊田そごう常務取締役店長就任[16]。豊田そごう閉店後は広島そごう総務部長などを務める[2]。2006年にそごうを退社して豊田スタジアム副社長に就任、2009年に退社[2]。2011年に公募で秋田内陸縦貫鉄道社長に就任[16]、2014年に退任[17]。